# Radislav Dragićević
Radislav Dragićević (Titograd, actual Podgorica, 13 de septiembre de 1971) es un exfutbolista y actual entrenador montenegrino. En la actualidad dirige al F. K. Budućnost de la Primera División de Montenegro.

## Trayectoria

### Como futbolista
Su carrera se desarrolló en la época de los años 1990, cuando jugó en equipos de las principales ligas de Yugoslavia, debutó con el F. K. Budućnost en 1991 y luego fichó por equipos como el F. K. Vojvodina, F. K. Borac Čačak y el F. K. Bečej antes de volver nuevamente al F. K. Budućnost. 
En el año 2000 firmó un contrato con el Anagennisi Karditsa de Grecia, en el que se mantuvo una temporada, hasta 2001 cuando fichó por el también conjunto griego Kallithea F. C. en el que estuvo hasta 2005. Eligió la isla de Chipre para dar sus últimos pasos como futbolista y fichó por el APOP Kinyras Peyias F. C., en el que jugó hasta 2006.

### Como entrenador
Debutó como entrenador en 2012, al frente del F. K. Budućnost de la Primera División de Montenegro, equipo que entrena actualmente.